# Het Brabandts nachtegaelken
Het Brabandts nachtegaelken is een zeventiende-eeuws liedboek, samengesteld door de Brusselse drukker Jan Mommaert de jongere. De volledige titel luidt Het Brabandts nachtegaelken, met zijn driederley gesangh, te weten, minne-liedekens, herders-sangen, ende boertigheden. Het werd meermaals herdrukt, tot in de achttiende eeuw.
De inhoud toont aan dat liederen van Noord-Nederlandse dichters (bijvoorbeeld Cats of Hooft) tegen het midden van de zeventiende eeuw ook in de Zuidelijke Nederlanden succes kenden.